# Wielki żaglowiec

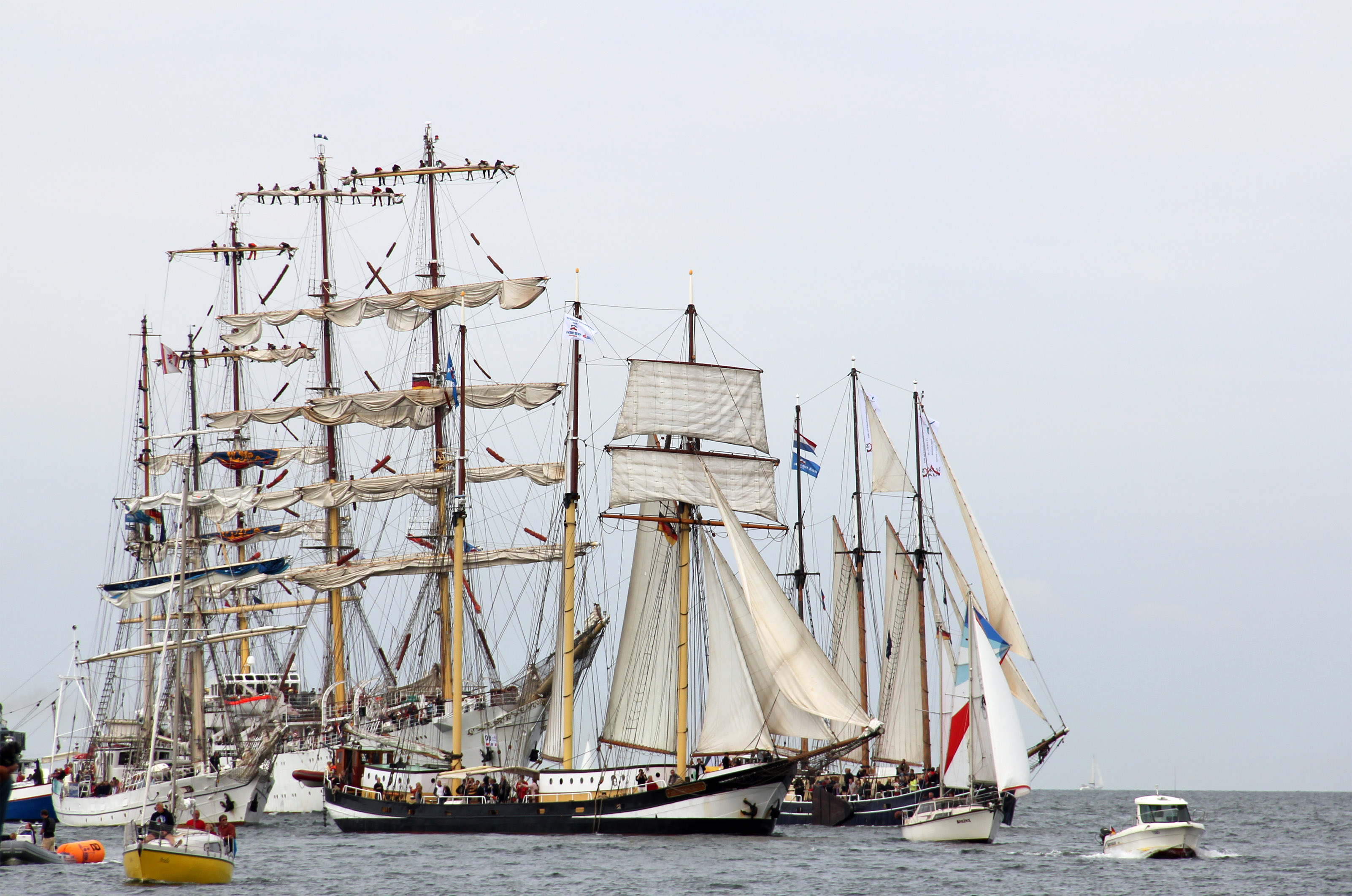
Zgrupowanie wielkich żaglowców podczas Regat Hanzeatyckich w 2010 roku

Wielki żaglowiec (ang. tall ship) – duży statek wodny o tradycyjnym omasztowaniu i ożaglowaniu. Współczesne wielkie żaglowce, będące najczęściej jednostkami szkolnymi, to szkunery, brygantyny, brygi, barki i fregaty. Termin „tall ship” stosowany jest również w odniesieniu do organizacji regat, zlotów i festiwali z udziałem największych żaglowców świata.

## Historia

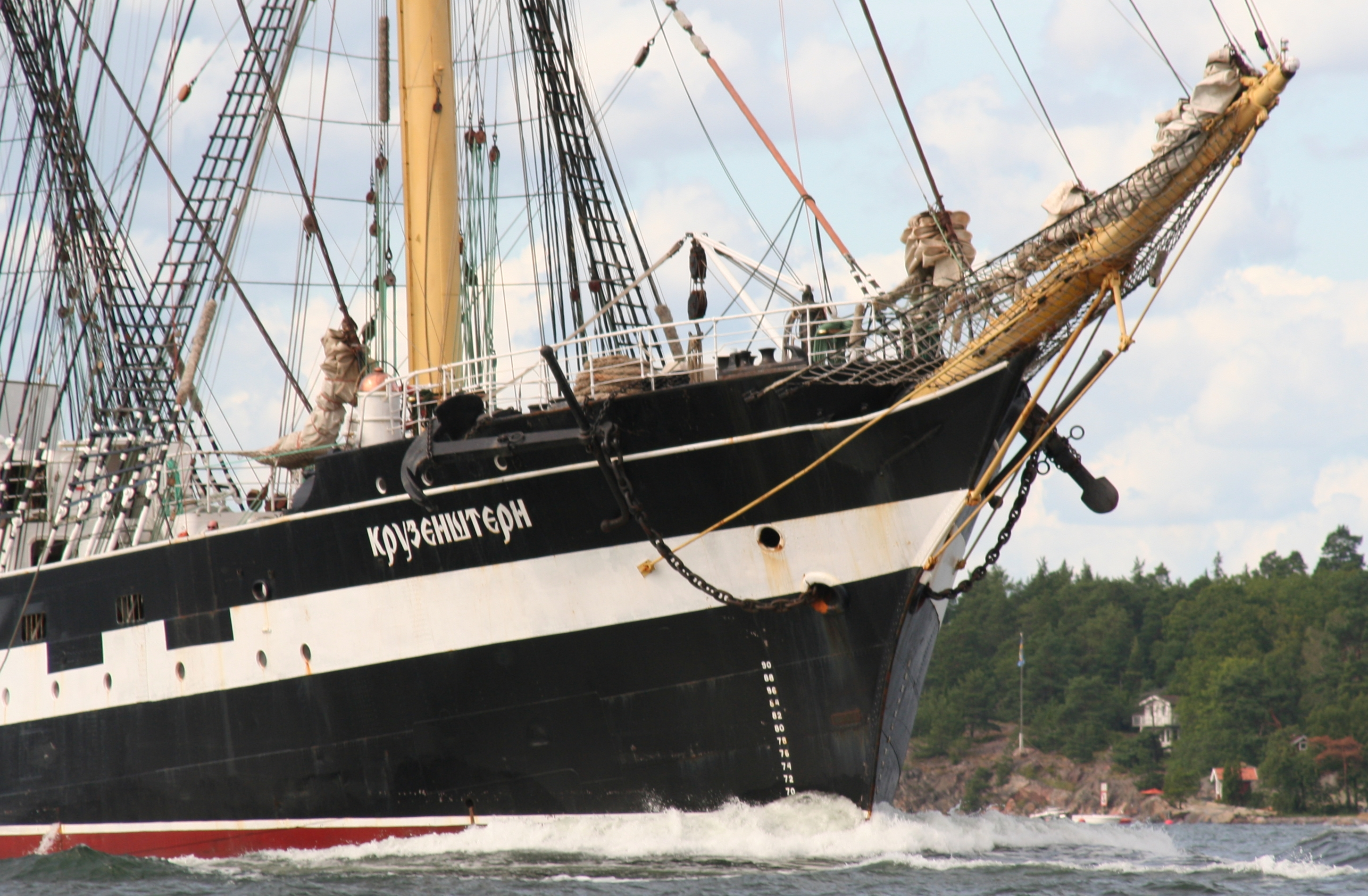
Bark STS Kruzensztern od dziobu

W skład tradycyjnego takielunku może wchodzić ożaglowanie rejowe i gaflowe, zwykle na oddzielnych masztach. Generalnie takielunek tradycyjny jest bardziej skomplikowany niż współczesny, w którym wykorzystuje się nowsze materiały, jak aluminium i stal do budowy wyższych, lżejszych masztów o mniejszej ilości bardziej wszechstronnych żagli. Znaczna liczba mniejszych, współczesnych żaglowców wykorzystuje ożaglowanie bermudzkie. Ożaglowanie takie – wynalezione w XVII wieku na Bermudach i stosowane na małych jednostkach zwanych slupami bermudzkimi – na świecie stało się popularne dopiero w XX wieku. Jednak od czasów kliprów i windjammerów największym zainteresowaniem miłośników żagli cieszą się te największe, z pełnorejowcami na czele.
Za ojca terminu „tall ship” uchodzi angielski poeta John Masefield, aczkolwiek znany pisarz, a jednocześnie doświadczony człowiek morza, Joseph Conrad (który lata 1874–1894 spędził na morzu i dobrze znał terminologię morską) używał terminu „tall ship” w swych pracach; na przykład w powieści The Mirror of the Sea (pol. Zwierciadło morza) z roku 1903. A skoro Conrad użył terminu, jest całkiem pewne, że „tall ship” istniał w słownictwie braci marynarskiej ostatniego ćwierćwiecza XIX wieku. Amerykański pisarz i poeta Henry David Thoreau również odniósł się do wielkich żaglowców w swej pierwszej pracy, A Week on the Concord and Merrimack Rivers, pisząc „W dole, u ujścia, atramentowy ocean miesza się z błękitem nieba. Piaszczyste grzbiety Plum Island wiją się na horyzoncie jak wąż morski, a odległą światłość przekreślają nieruchome sylwetki wielkich żaglowców”. Praca powstała w roku 1849.
W związku z tym, że organizacja Sail Training International (STI) rozszerzyła na potrzebę swych regat definicję tall ship – by dopuścić wszelkie jednostki żaglowe o długości wzdłuż linii wodnej od 9,14 m, na których co najmniej połowę załogi stanowią ludzie w wieku od 15 do 25 lat – a tym samym definicja objęła wiele współczesnych jachtów żaglowych, pojęcie tall ship/wielki żaglowiec może odnosić się jedynie do statków wodnych żaglowych zaszeregowanych do klasy „A”.

## Sail Training International
Od początku XXI stulecia terminem „tall ship” określa się głównie duże, klasyczne żaglowce, ale termin ten został zdefiniowany technicznie przez STI dla potrzeb własnych organizacji, która stara się definicję tę popularyzować. Szczegółowa definicja ulegała z czasem pewnym zmianom, ale od roku 2011 stosuje się podział wielkich żaglowców na cztery klasy (A, B, C i D). W odniesieniu do wielkości istnieją tylko dwie klasy, klasa A dla jednostek od 40 m długości całkowitej (LOA), i klasa B/C/D dla jednostek od 9,14 do 40 m LOA. Definicje szczegółowe nawiązują do ożaglowania: do klasy A zalicza się jednostki z ożaglowaniem rejowym, do klasy B „ożaglowane tradycyjnie”, do klasy C „ożaglowane współcześnie” bez żagli dodatkowych, jak spinaker, a do klasy D takie same, ale noszące żagle dodatkowe jak spinaker.

### Żaglowce klasy A
Tu mieszczą się wszystkie jednostki z ożaglowaniem rejowym (bark, barkentyna, bryg, brygantyna i pełnorejowiec) i wszystkie inne żaglowce ponad 40 m LOA, bez względu na rodzaj ożaglowania. STI przedstawia swoją definicję klasy A jako „wszystkie statki z ożaglowaniem rejowym ponad 40 m długości całkowitej (LOA)”, w tym przypadku STI LOA wyklucza bukszpryt i wystrzał. STI definiuje LOA jako „długość całkowitą mierzoną od stewy dziobowej do stewy rufowej”.
| Obecna nazwa           | Przynależność     | Zbudowany / w służbie od | Masztów | Typ             | Długość (bez bukszprytu) [m] | Szerokość [m] | Uwagi                                                   |
| ---------------------- | ----------------- | ------------------------ | ------- | --------------- | ---------------------------- | ------------- | ------------------------------------------------------- |
| Akogare                | Japonia           | 1993                     | 3       | Szkuner         | 52,1                         | 8,6           | Akogare                                                 |
| ALEX II                | Niemcy            | 2011                     | 3       | Bark            | 60                           | 10,8          | Alex                                                    |
| Alpha                  | Rosja             | 1948                     | 2       | Barkentyna      |                              | 8,9           |                                                         |
| Amerigo Vespucci       | Włochy            | 1931                     | 3       | Pełnorejowiec   | 82,4                         | 15,8          |                                                         |
| Belem                  | Francja           | 1896                     | 3       | Bark            | 51                           | 8,8           |                                                         |
| Capitán Miranda        | Urugwaj           | 1930                     | 3       | Szkuner         | 50,3                         | 7,9           | Capitan Miranda                                         |
| Christian Radich       | Norwegia          | 1937                     | 3       | Pełnorejowiec   | 62,5                         | 9,7           |                                                         |
| Cisne Branco           | Brazylia          | 1999                     | 3       | Pełnorejowiec   | 60,5                         | 10,7          |                                                         |
| Constitution           | US Navy           | 1797                     | 3       | Pełnorejowiec   | 53                           | 13,3          |                                                         |
| Creole                 | Wielka Brytania   | 1927                     | 3       | Szkuner         | 42,7                         | 8,9           |                                                         |
| Creoula                | Portugalia        | 1937                     | 4       | Szkuner         | 62,2                         | 9,9           |                                                         |
| Cuauhtemoc             | Armada de México  | 1982                     | 3       | Bark            | 67,2                         | 12,0          |                                                         |
| Danmark                | Dania             | 1932                     | 3       | Pełnorejowiec   | 59,8                         | 10,1          |                                                         |
| Dar Młodzieży          | Polska            | 1982                     | 3       | Pełnorejowiec   | 94,8                         | 14            |                                                         |
| Dewaruci               | Indonezja         | 1953                     | 3       | Barkentyna      | 49,7                         | 9,4           |                                                         |
| Drużba                 | Ukraina           | 1987                     | 3       | Pełnorejowiec   | 94,2                         | 14            |                                                         |
| Eagle                  | Stany Zjednoczone | 1936                     | 3       | Bark            | 80,7                         | 11,9          |                                                         |
| Eendracht II           | Holandia          | 1989                     | 3       | Szkuner gaflowy | 55,3                         | 12,2          |                                                         |
| Elissa                 | Stany Zjednoczone | 1877                     | 3       | Bark            | 45,4                         | 8,5           |                                                         |
| Esmeralda              | Chile             | 1953                     | 4       | Barkentyna      | 94,13                        | 13,1          |                                                         |
| Eugene Eugenides       | Grecja            | 1959                     | 3       | Szkuner         |                              | 9,2           |                                                         |
| Europa                 | Holandia          | 1911                     | 3       | Bark            | 44,5                         | 7,3           |                                                         |
| Fryderyk Chopin        | Polska            | 1992                     | 2       | Bryg            | 55,5                         | 8,5           |                                                         |
| Gazela                 | Stany Zjednoczone | 1901                     | 3       | Barkentyna      | 42,7                         | 7,9           |                                                         |
| Georg Stage (II)       | Dania             | 1935                     | 3       | Pełnorejowiec   | 42                           | 8,5           |                                                         |
| Gloria                 | Kolumbia          | 1968                     | 3       | Bark            | 67                           | 10,7          |                                                         |
| Golden Quest           | Tuvalu            | 1945                     | 3       | Bark            | 48                           | 7,5           |                                                         |
| Gorch Fock (I)         | Niemcy            | 1933                     | 3       | Bark            | 73,7                         | 11,9          | statek-muzeum w Stralsundzie                            |
| Gorch Fock (II)        | Deutsche Marine   | 1958                     | 3       | Bark            | 81,2                         | 11,9          |                                                         |
| Greif                  | Niemcy            | 1950                     | 2       | Brygantyna      |                              | 7,4           |                                                         |
| Großherzogin Elizabeth | Niemcy            | 1908                     | 3       | Szkuner gaflowy | 53                           | 8,2           |                                                         |
| Guayas                 | Ekwador           | 1977                     | 3       | Bark            | 56,1                         | 10,4          |                                                         |
| Iskra II               | Marynarka Wojenna | 1982                     | 3       | Barkentyna      | 40                           | 7,9           |                                                         |
| Jadran                 | Czarnogóra        | 1933                     | 3       | Szkuner         |                              | 8,9           |                                                         |
| James Craig            | Australia         | 1874                     | 3       | Bark            | 54,8                         | 9,5           |                                                         |
| Jessica                | Australia         | 1983                     | 3       | Szkuner         |                              | 6,7           |                                                         |
| Juan Sebastián Elcano  | Hiszpania         | 1927                     | 4       | Szkuner         | 94,13                        | 13,1          |                                                         |
| Kaiwo Maru II          | Japonia           | 1989                     | 4       | Bark            | 89,0                         | 13,8          |                                                         |
| Kaliakra               | Bułgaria          | 1984                     | 3       | Barkentyna      | 43,2                         | 7,9           |                                                         |
| Cherzonez              | Ukraina           | 1989                     | 3       | Pełnorejowiec   | 94,8                         | 14,0          |                                                         |
| Kruzensztern           | Rosja             | 1926                     | 4       | Bark            | 95                           | 14            |                                                         |
| La Grace               | Czechy            | 2010                     | 2       | Bryg            | 32,8                         | 6,6           |                                                         |
| Lê Quý Dôn             | Wietnam           | 2015                     | 3       | Bark            | 58,3                         | 10            |                                                         |
| Leeuwin II             | Australia         | 1986                     | 3       | Barkentyna      | 41,2                         | 9             |                                                         |
| Libertad               | Argentyna         | 1960                     | 3       | Pełnorejowiec   | 91,7                         | 13,7          |                                                         |
| Lord Nelson            | Wielka Brytania   | 1985                     | 3       | Bark            | 49                           | 8,5           |                                                         |
| Mercator               | Belgia            | 1932                     | 3       | Barkentyna      | 68                           | 11,9          | Zeilschip Mercator                                      |
| Meridian               | Litwa             | 1948                     | 3       | Barkentyna      |                              | 8,9           | Meridian                                                |
| Mir                    | Rosja             | 1987                     | 3       | Pełnorejowiec   | 94,8                         | 14            |                                                         |
| Mircea                 | Rumunia           | 1938                     | 3       | Bark            | 73,7                         | 12,5          |                                                         |
| Morgenster             | Holandia          | 1919                     | 2       | Bryg            | 38                           | 6             |                                                         |
| Nadieżda               | Rosja             | 1991                     | 3       | Pełnorejowiec   | 109                          | 14            |                                                         |
| Niagara                | US Navy           | 1988                     | 2       | Bryg            | 37,5                         | 9,8           |                                                         |
| Nippon Maru II         | Japonia           | 1984                     | 4       | Bark            | 89                           | 13,8          |                                                         |
| Oosterschelde          | Holandia          | 1918                     | 3       | Szkuner         | 40,12                        | 7,5           |                                                         |
| Palinuro               | Marina Militare   | 1934                     | 3       | Barkentyna      | 58,7                         | 10,1          |                                                         |
| Pallada                | Rosja             | 1989                     | 3       | Pełnorejowiec   | 94,2                         | 14            |                                                         |
| Peacemaker             | Stany Zjednoczone | 1989                     | 3       | Barkentyna      | 38                           | 10,4          | Właścicielem jest wspólnota religijna Dwanaście Plemion |
| Picton Castle          | Kanada            | 1928                     | 3       | Bark            | 45,2                         | 7,3           |                                                         |
| Pogoria                | Polska            | 1980                     | 3       | Barkentyna      | 40,9                         | 7,9           |                                                         |
| Rah Naward             | Pakistan Navy     | 2001                     | 2       | Bryg            | 40,6                         | 9,9           |                                                         |
| Roald Amundsen         | Niemcy            | 1952                     | 2       | Bryg            | 40,8                         |               |                                                         |
| Royal Clipper          | Malta             | 2000                     | 5       | Pełnorejowiec   | 133,22                       | 16,4          | Obecnie największy żaglowiec na świecie                 |
| Running On Waves       | Malta             | 2010                     | 3       | Brygantyna      | 55,3                         | 9,5           | Running On Waves.                                       |
| Sagres                 | Portugalia        | 1937                     | 3       | Bark            | 81,3                         | 11,9          |                                                         |
| Santa Maria Manuela    | Portugalia        | 1937                     | 4       | Szkuner         | 62,4                         | 9,9           |                                                         |
| Siedow                 | Rosja             | 1921                     | 4       | Bark            | 108,7                        | 14,6          | Obecnie największy żaglowiec szkolny na świecie         |
| Shabab Oman            | Oman              | 1971                     | 3       | Barkentyna      | 43,9                         | 8,5           |                                                         |
| Simón Bolívar          | Wenezuela         | 1979                     | 3       | Bark            | 70                           | 10,4          |                                                         |
| Sørlandet              | Norwegia          | 1927                     | 3       | Pełnorejowiec   | 56,7                         | 9,6           |                                                         |
| Spirit of New Zealand  | Nowa Zelandia     | 1986                     | 3       | Barkentyna      | 33,2                         | 9             |                                                         |
| Stad Amsterdam         | Holandia          | 2000                     | 3       | Pełnorejowiec   | 62,4                         | 10,5          |                                                         |
| Statsraad Lehmkuhl     | Norwegia          | 1914                     | 3       | Bark            | 84,6                         | 12,6          |                                                         |
| Star of India          | Stany Zjednoczone | 1863                     | 3       | Bark            | 62,5                         | 10,7          | Star of India                                           |
| Stavros S Niarchos     | Wielka Brytania   | 2000                     | 2       | Bryg            | 40,6                         | 9,9           |                                                         |
| Sudarshini             | Indie             | 2011                     | 3       | Bark            | 54                           | 8,5           |                                                         |
| Surprise (ex Rose)     | Stany Zjednoczone | 1970                     | 3       | Pełnorejowiec   | 54,6                         | 9,8           |                                                         |
| Tarangini              | Indie             | 1997                     | 3       | Bark            | 54                           | 8,5           |                                                         |
| Thor Heyerdahl         | Niemcy            | 1930                     | 3       | Szkuner         | 42,5                         | 6,5           |                                                         |
| Unicorn                | Wielka Brytania   | 1948                     | 2       | Bryg            |                              | 7,3           |                                                         |
| Varuna                 | Indie             | 1981                     | 3       | Bark            | 54                           | 8,5           |                                                         |
| Young America          | Stany Zjednoczone | 1975                     | 2       | Brygantyna      |                              | 7,2           |                                                         |
| Young Endeavour        | Australia         | 1986                     | 2       | Brygantyna      | 35                           | 7,8           |                                                         |

| Nazwa                  | Przynależność     | Rok budowy/ przyjęcia | Masztów | Typ           | Uwagi |
| ---------------------- | ----------------- | --------------------- | ------- | ------------- | --- |
| Alexander von Humboldt | Niemcy            | 1906                  | 3       | Bark          | Sprzedany w 2011 / przeholowany na Karaiby, w 2013 wrócił do Niemiec; dokowany                                  |
| Bounty                 | Stany Zjednoczone | 1960                  | 3       | Pełnorejowiec | Zatonął w 2012                                                                                                  |
| Concordia              | Kanada            | 1992                  | 3       | Barkentyna    | Zatonął w 2010                                                                                                  |
| Dar Pomorza            | Polska            | 1909                  | 3       | Pełnorejowiec | Statek-muzeum w Gdyni                                                                                           |
| Dunay                  | ZSRR              | 1928                  | 3       | Pełnorejowiec | Spłonął w 1963                                                                                                  |
| Prince William         | Wielka Brytania   | 2001                  | 2       | Bryg          | Sprzedany w 2010; obecnie okręt szkolny Pakistan Navy Rah Naward                                                |
| Sagres                 | Portugalia        | 1896                  | 3       | Bark          | Zastąpiony przez trzeci Sagres w 1961. Sprzedany w 1983; na stałe zakotwiczony w Hamburgu jako Rickmer Rickmers |

### Klasa B
Jednostki o tradycyjnym ożaglowaniu (np. slupy z ożaglowaniem gaflowym, kecze, jole i szkunery) z mniejszą niż 40 m LOA i z długością wzdłuż linii wodnej (LWL) co najmniej 9,14 m.

### Klasa C
Jednostki o ożaglowaniu współczesnym (np. slupy, kecze, jole i szkunery z ożaglowaniem bermudzkim) z mniejszą niż 40 m LOA i z długością wzdłuż linii wodnej (LWL) co najmniej 9,14 m, nie noszące żagli dodatkowych, jak spinakery.

### Klasa D
Jednostki o ożaglowaniu współczesnym (np. slupy, kecze, jole i szkunery z ożaglowaniem bermudzkim) z mniejszą niż 40 m LOA i z długością wzdłuż linii wodnej (LWL) co najmniej 9,14 m, noszące żagle dodatkowe, jak spinakery. Dochodzi tu również wiele regulaminów i przepisów dla załóg, jak np. regulujących wiek członków. Inne zloty, festiwale i regaty mają własne, odrębne przepisy; STI ustaliła standardy dla celów własnych.

## Wcześniejsze opisy klas
Wcześniejsza definicja STI dla klasy A brzmiała: „wszystkie jednostki o ożaglowaniu rejowym ponad 120 stóp (36,6 m) LOA [oraz] jednostki o ożaglowaniu skośnym ponad 160 stóp (48,8 m) LOA”. Przez LOA rozumiano długość bez bukszprytu i wystrzału.
Klasa B to „wszystkie jednostki o ożaglowaniu skośnym o długości od 29,8 do 48 m i rejowce poniżej 36,6 m LOA”.

## Utracone wielkie żaglowce
Wielkie żaglowce czasami giną, najczęstszą przyczyną jest sztorm. Oto kilka przykładów:
- Bounty – pełnorejowiec, kopia słynnego HMS Bounty, zatonął w roku 2012 u wybrzeży Karoliny Północnej pod uderzeniem huraganu „Sandy”
- Concordia – trzymasztowa barkentyna służąca w Kanadzie jako żaglowiec szkolny. Zatonęła w roku 2010 uderzona przez gwałtowny szkwał
- STS Asgard II – irlandzki statek szkolny oddany do służby w roku 1982; zatonął w roku 2008 u brzegów Francji. Przypuszcza się, że zderzył się z nierozpoznanym obiektem podwodnym
- Fantome – jacht zbudowany w roku 1927, a po wojnie pływający jako wycieczkowiec. Zatonął w 1998 roku, gdy uderzył huragan Mitch[13].
- Marques – bark zbudowany w 1917 roku; zatonął w 1984 podczas Operacji Żagiel.

## Galeria

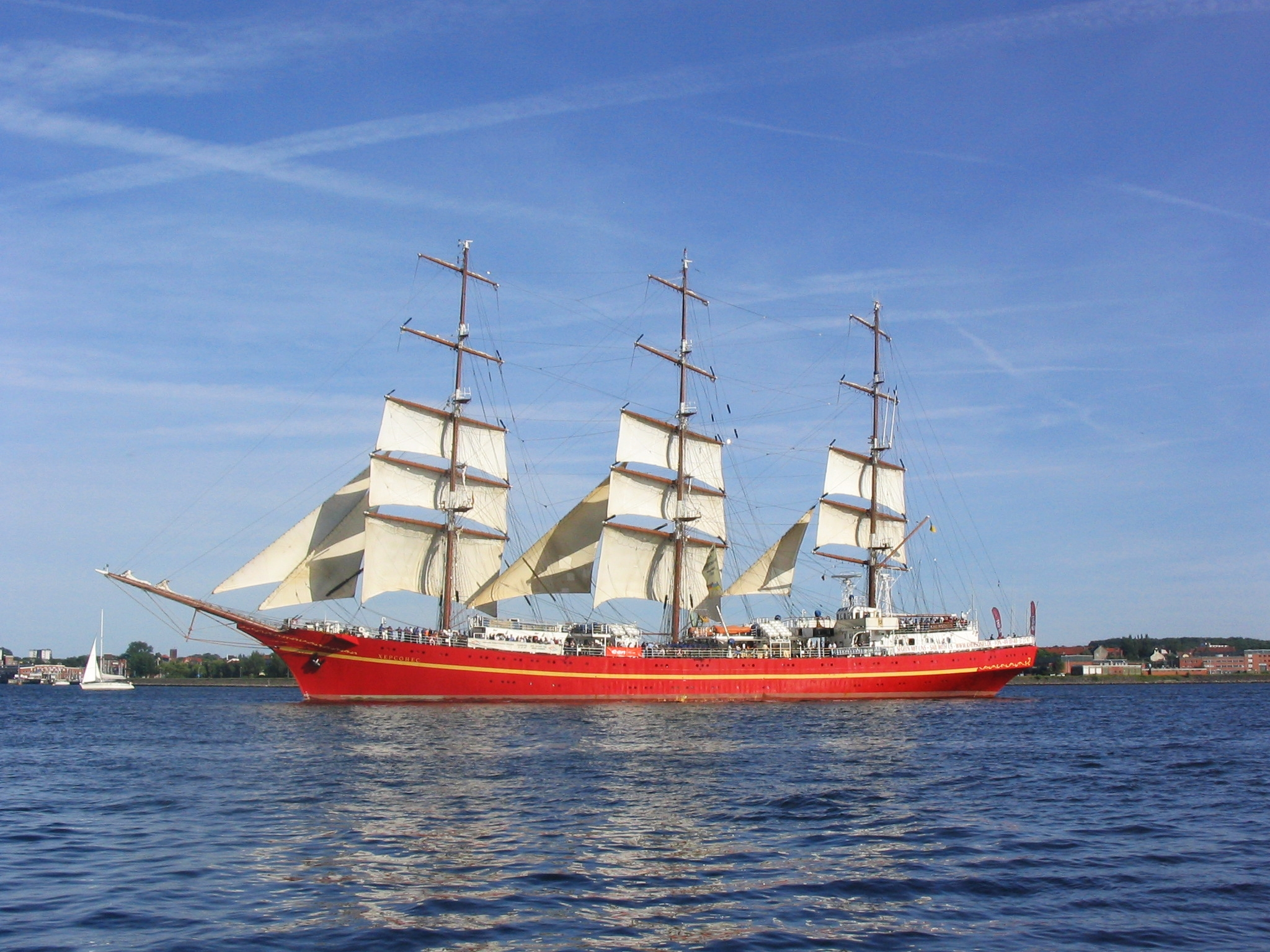
Cherzonez
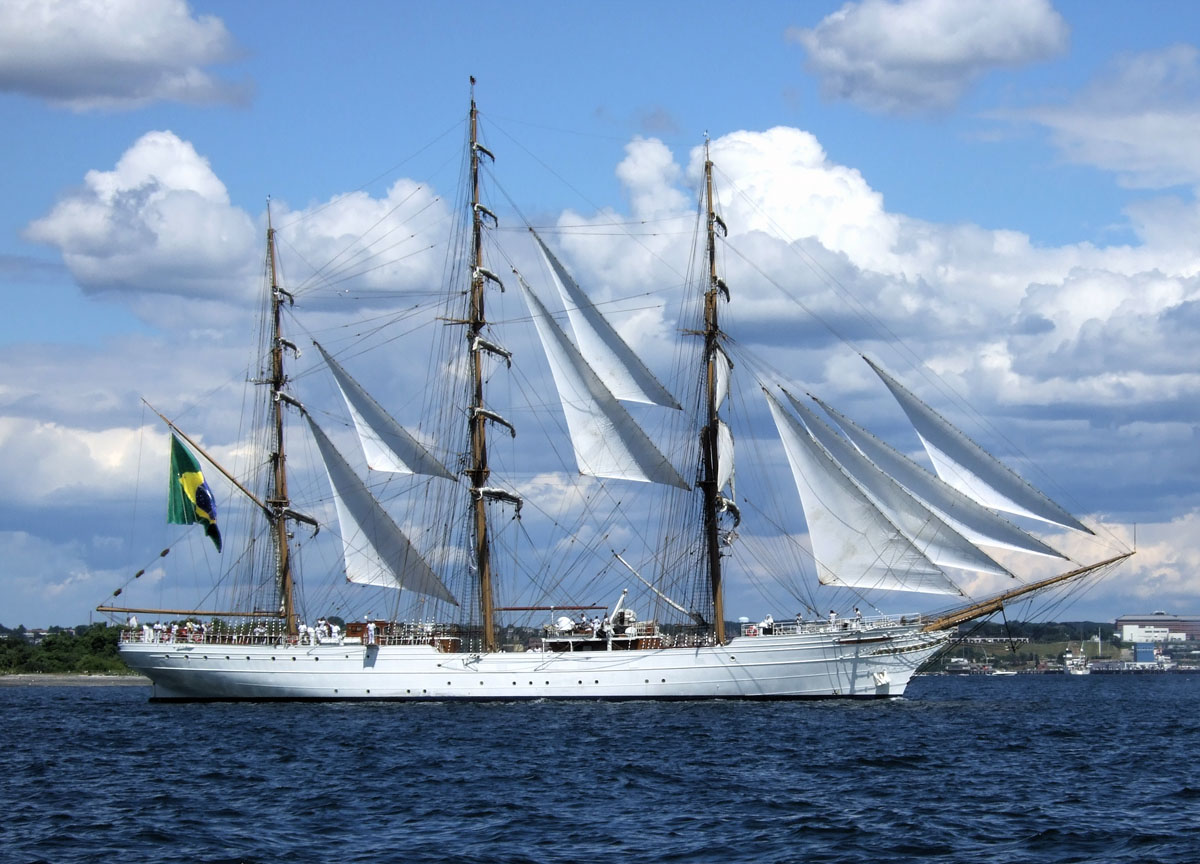
Cisne Branco
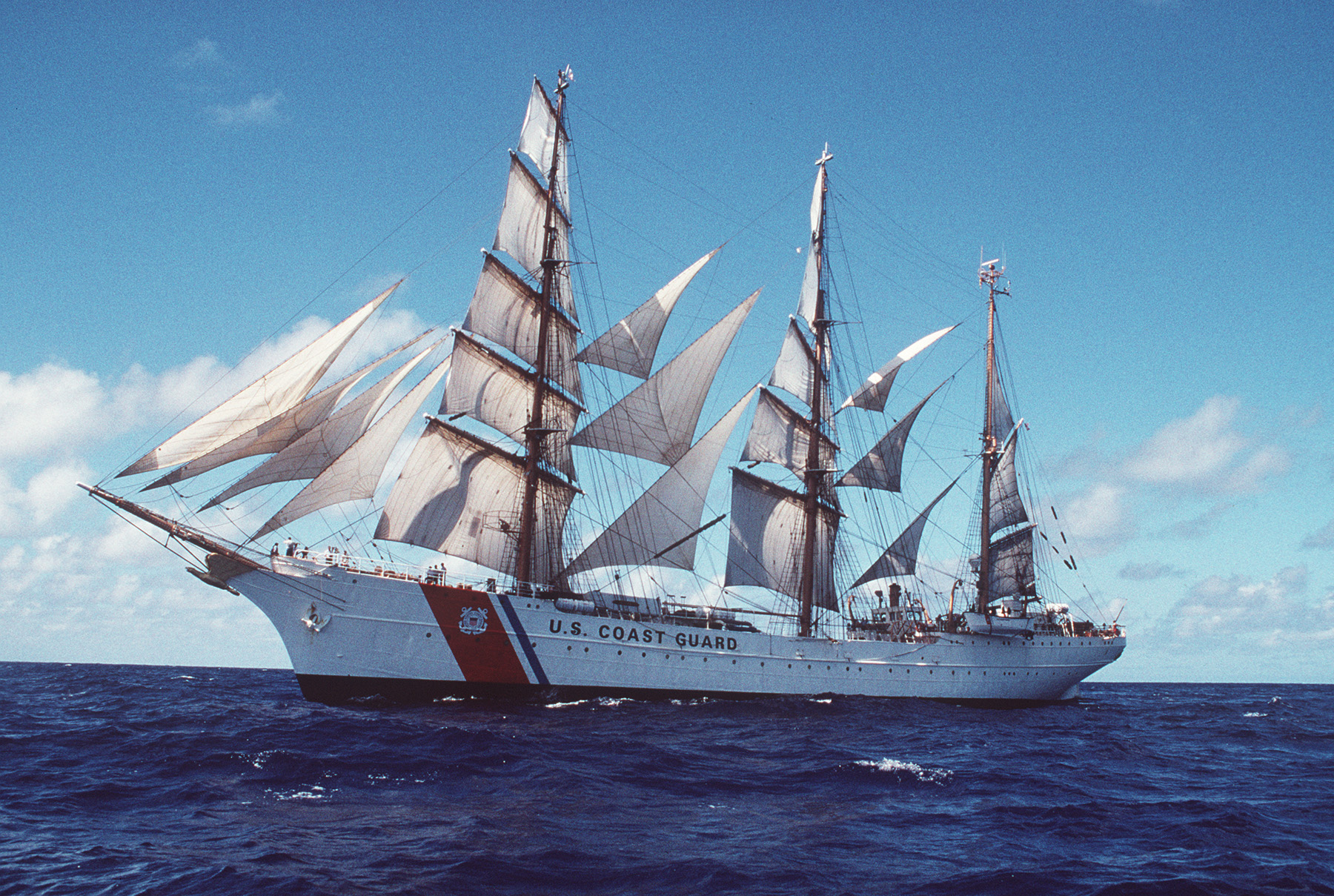
USCGC Eagle
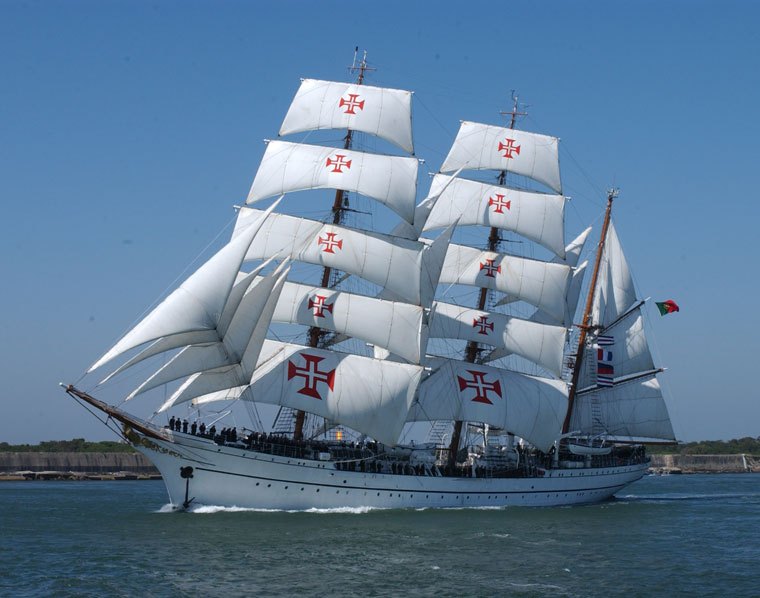
Sagres
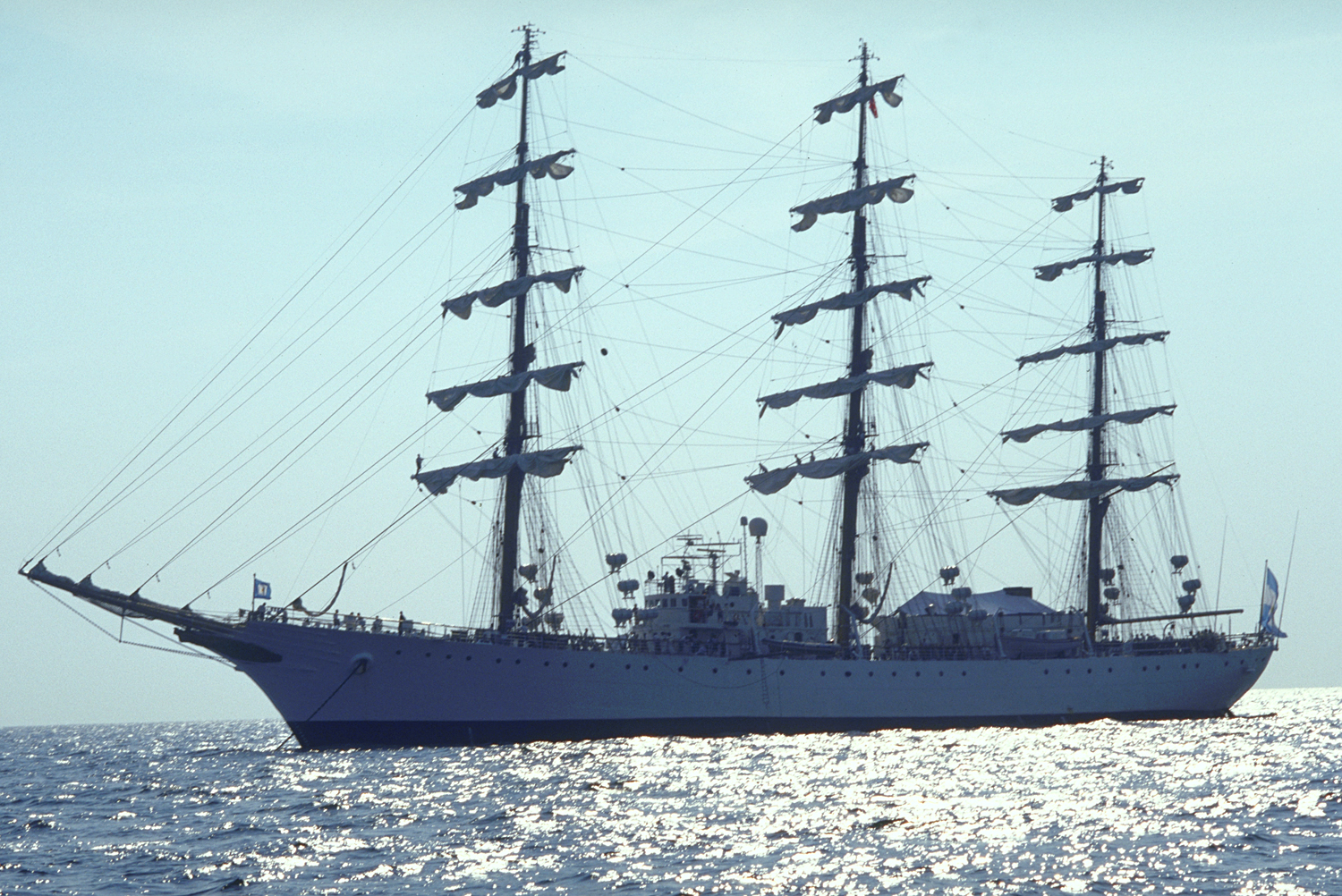
ARA Libertad
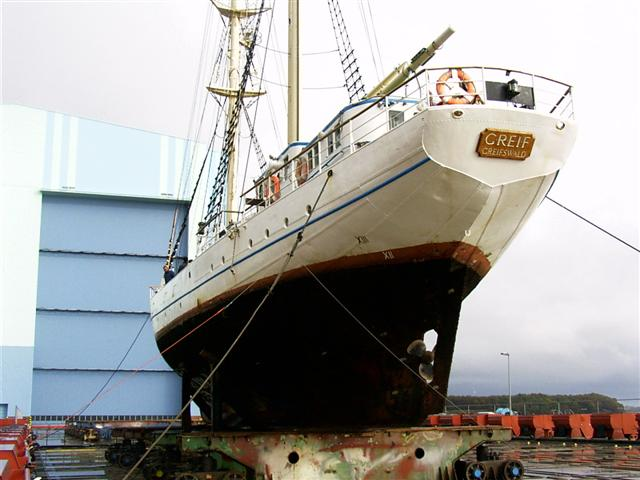
Greif w suchym doku
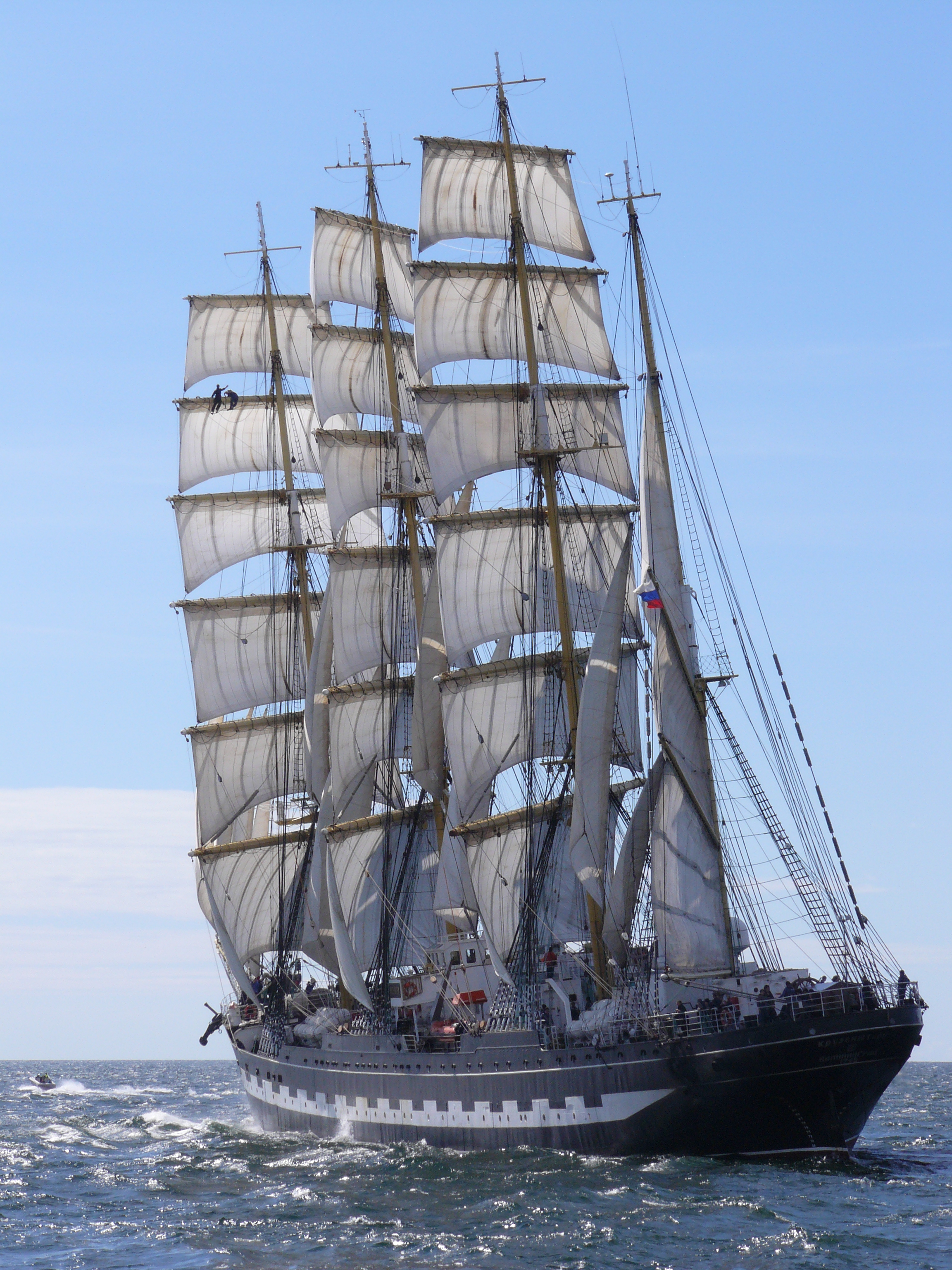
Kruzensztern
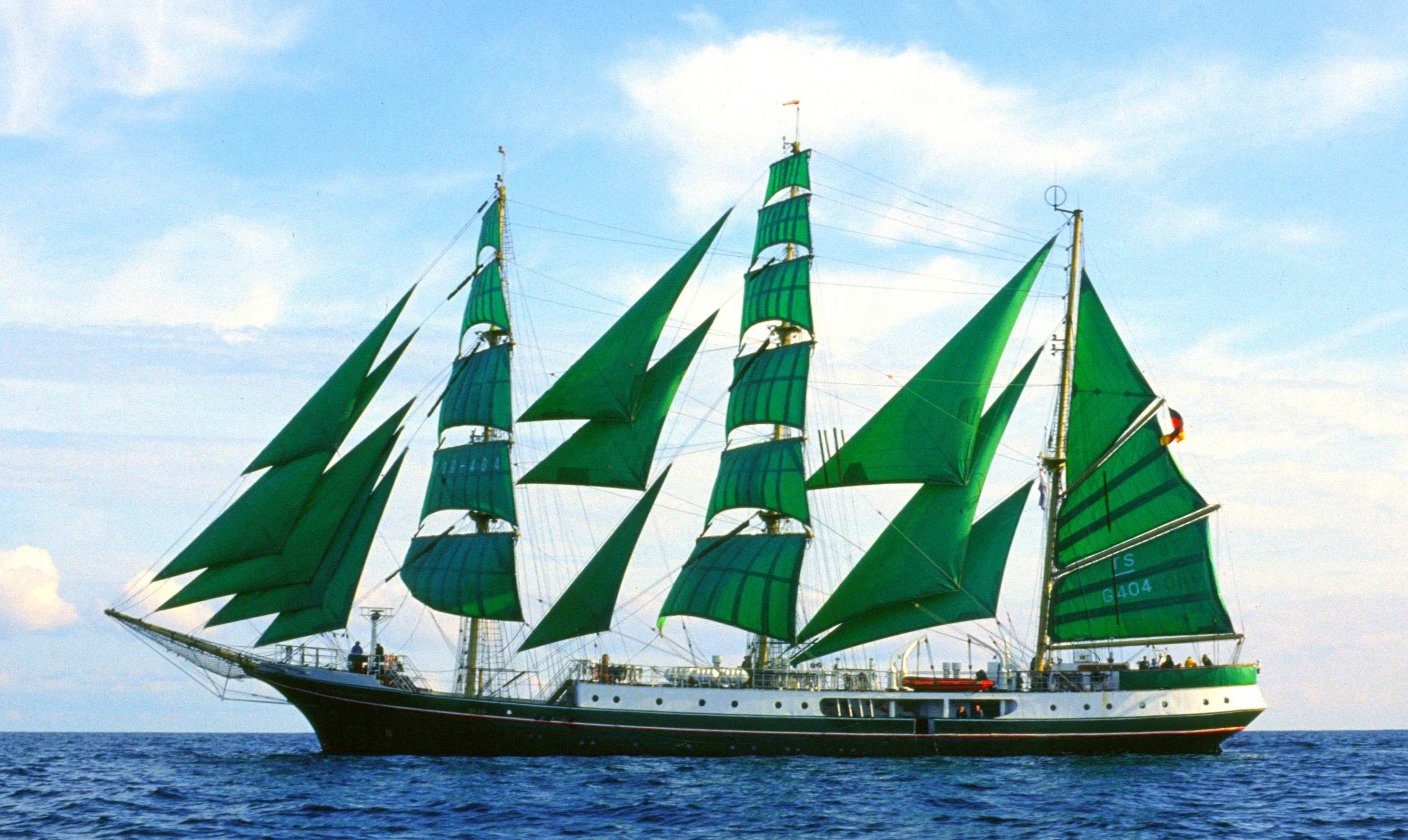
Alexander von Humboldt
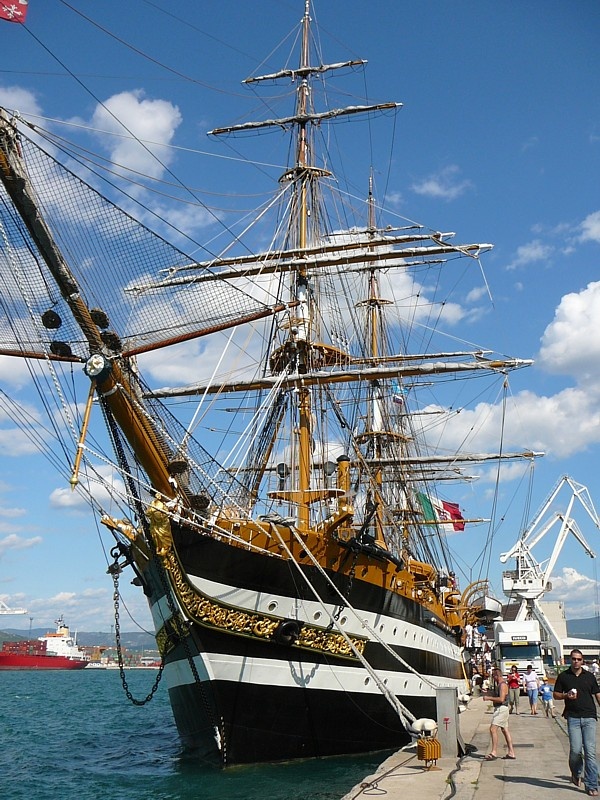
Amerigo Vespucci
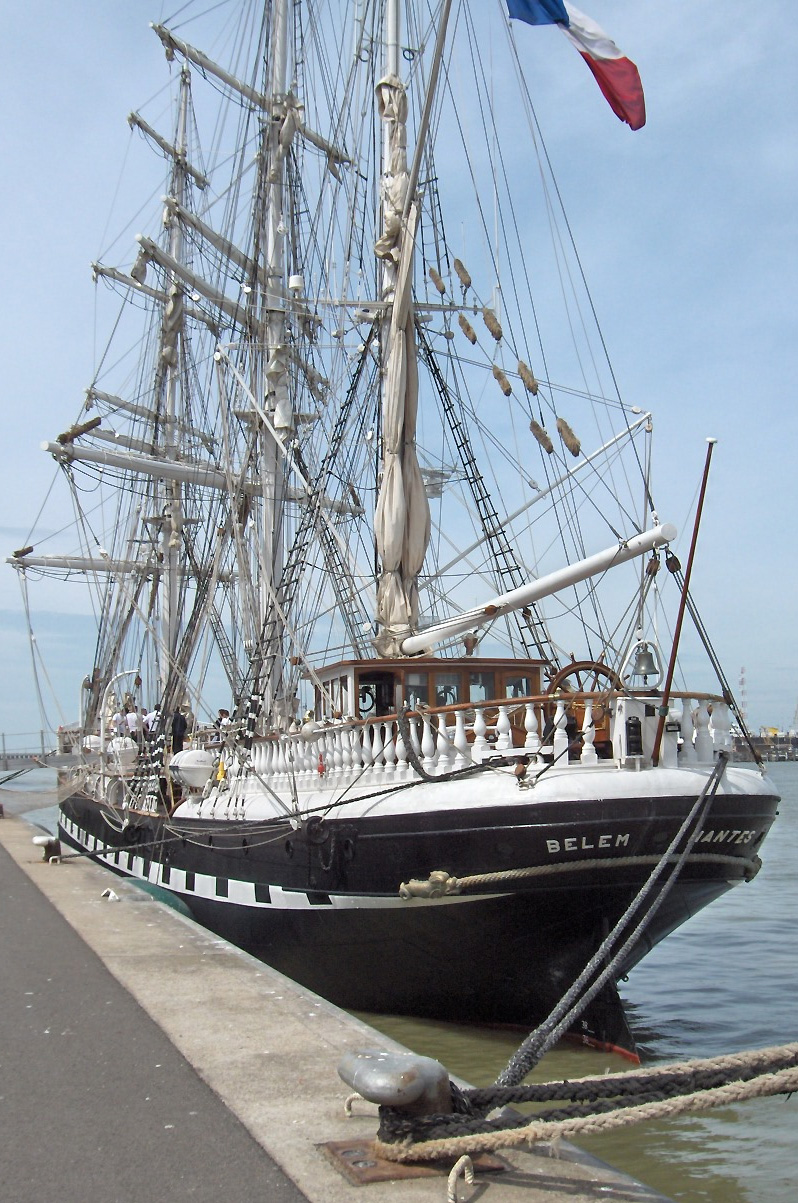
Belem
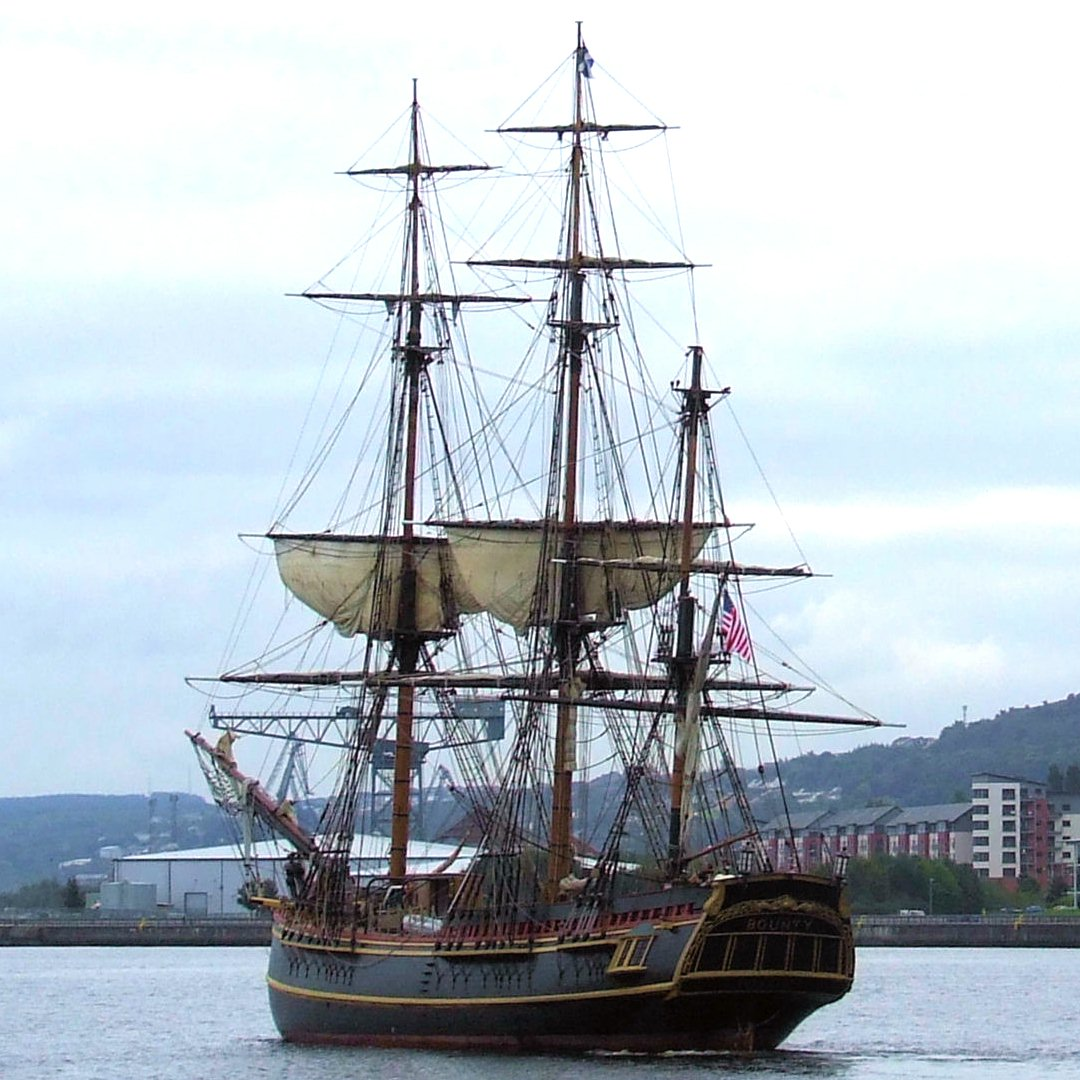
Bounty
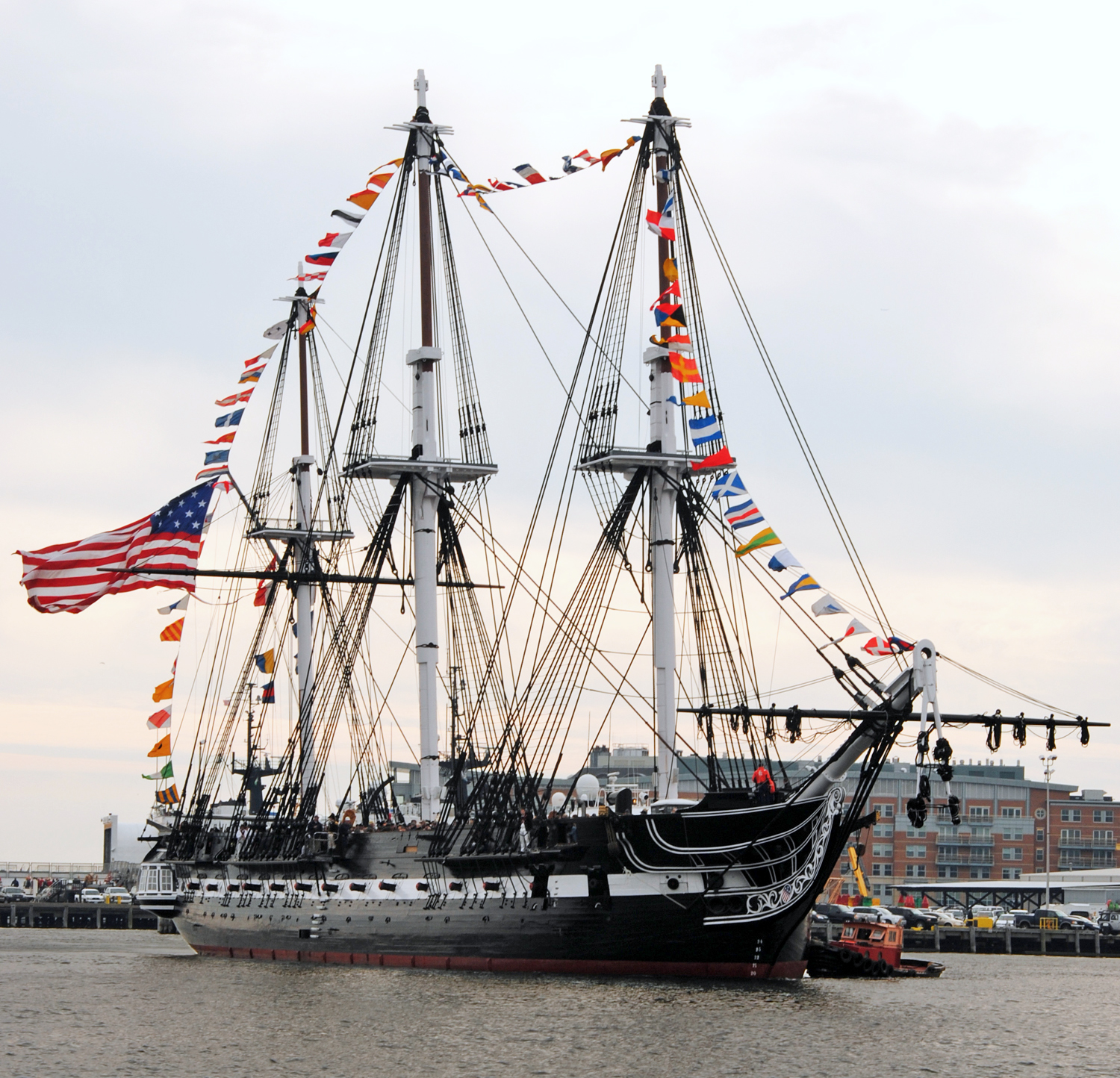
USS Constitution
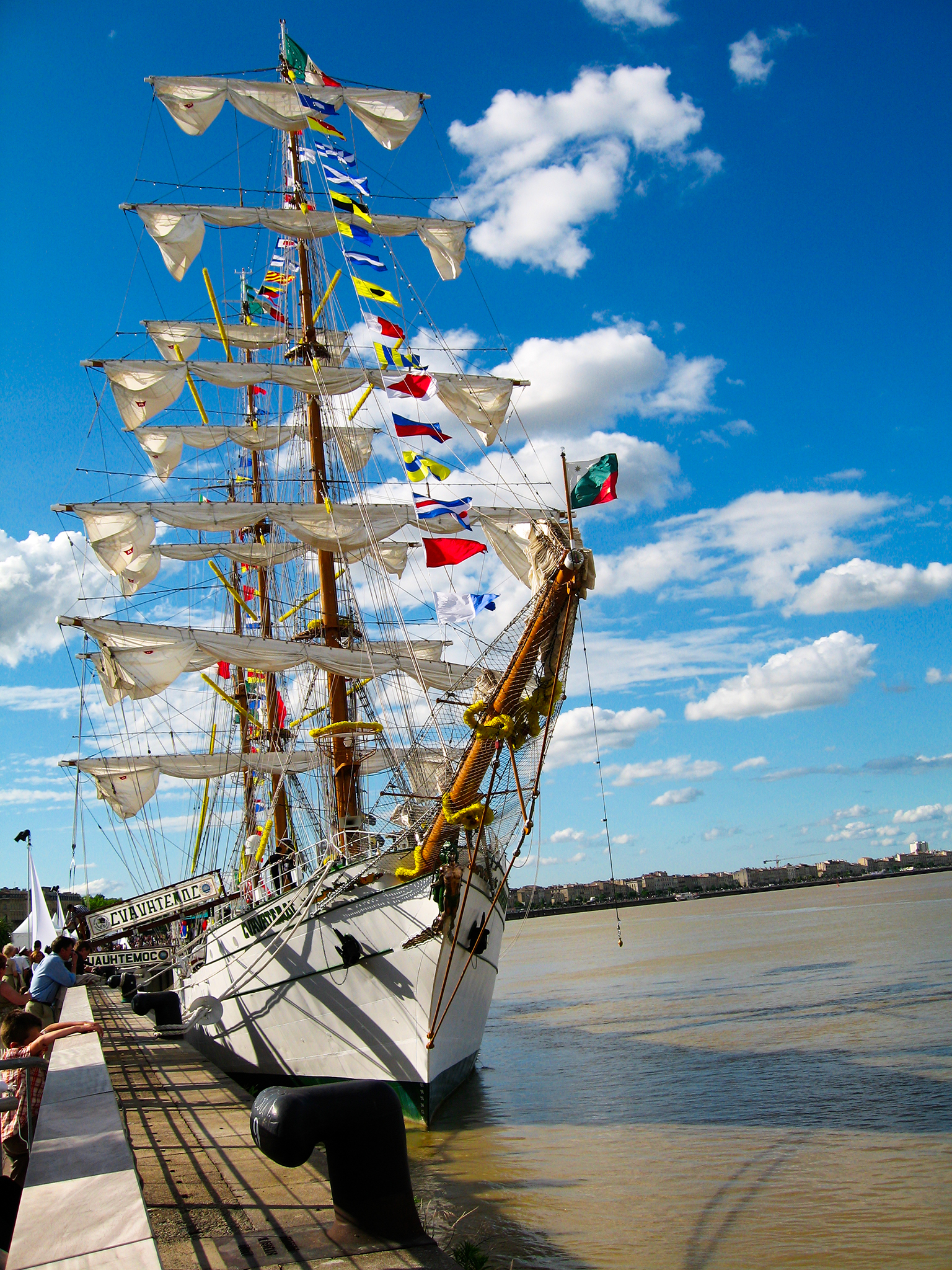
ARM Cuauhtémoc
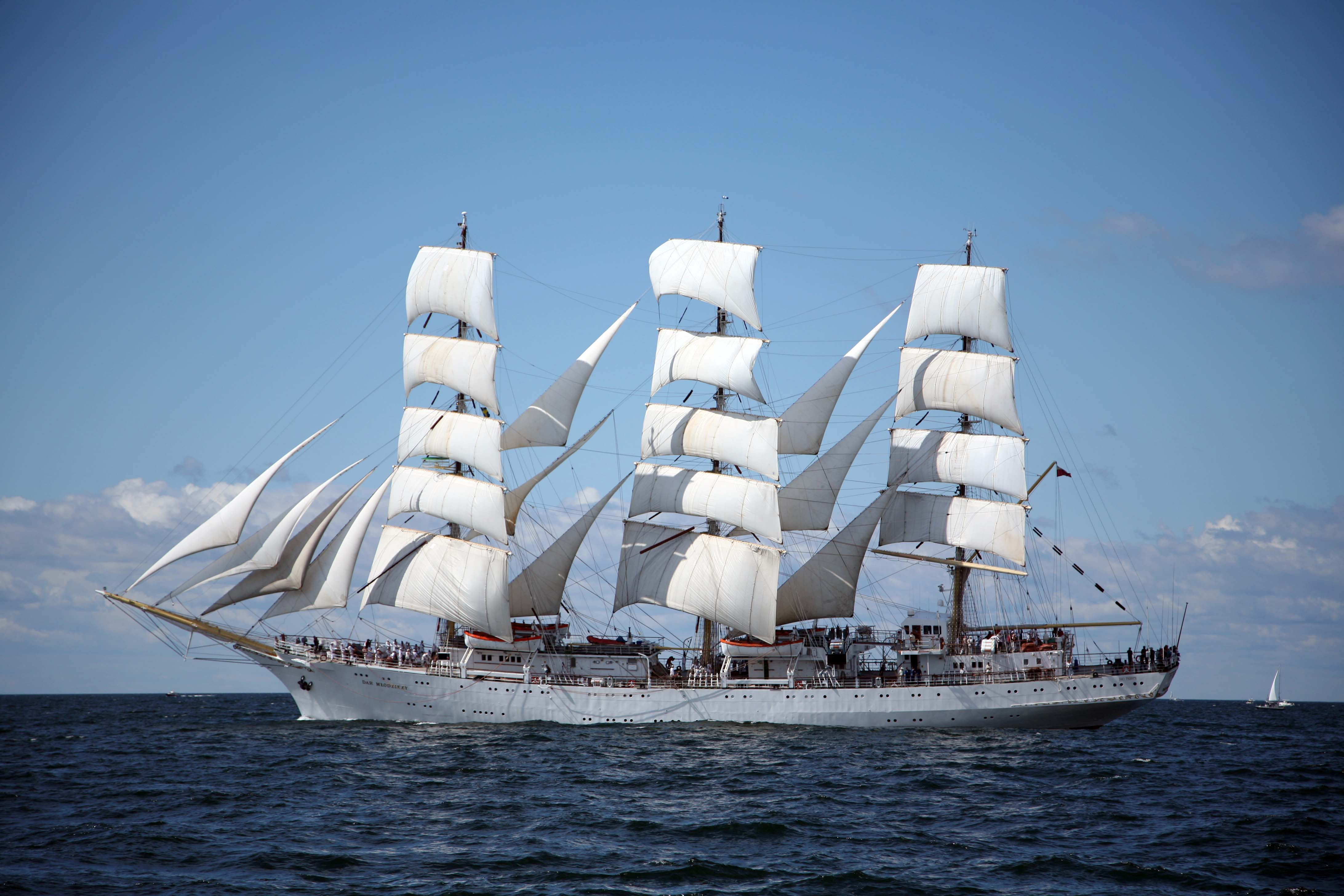
Dar Młodzieży
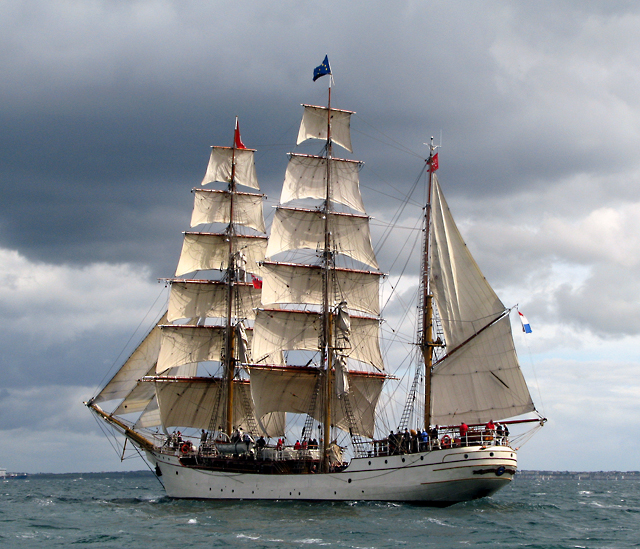
Europa
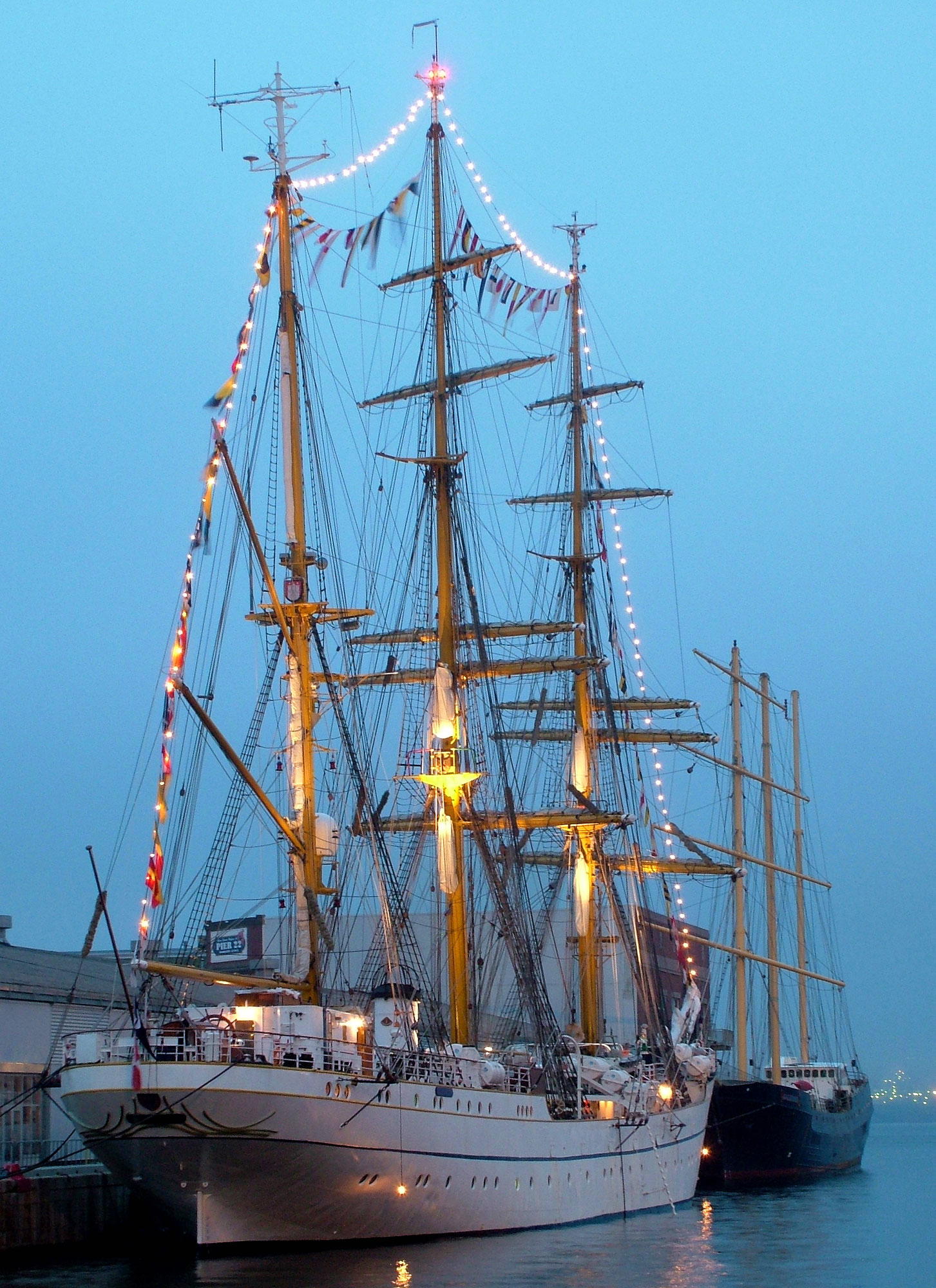
Gorch Fock (II)
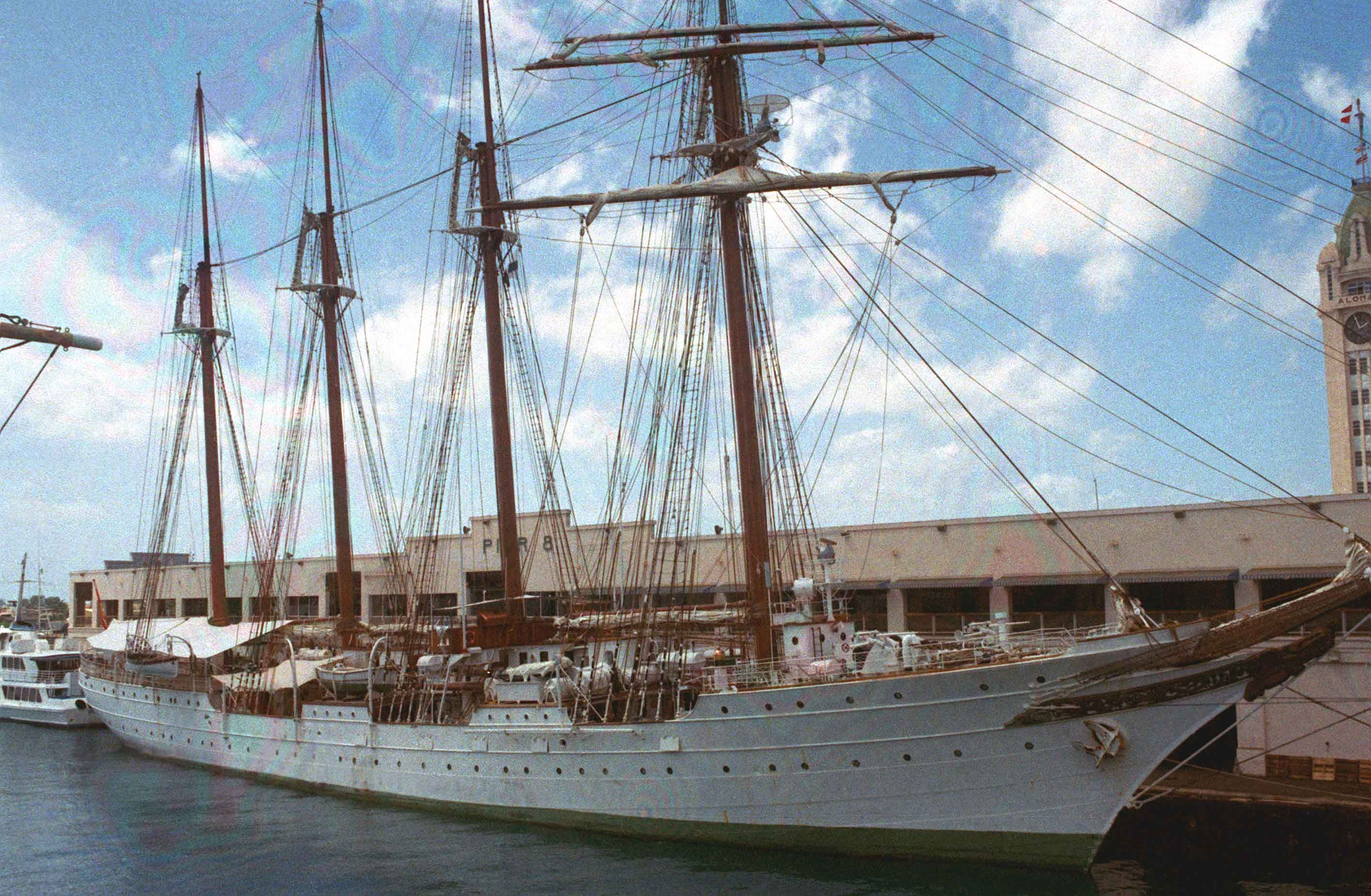
Juan Sebastián Elcano
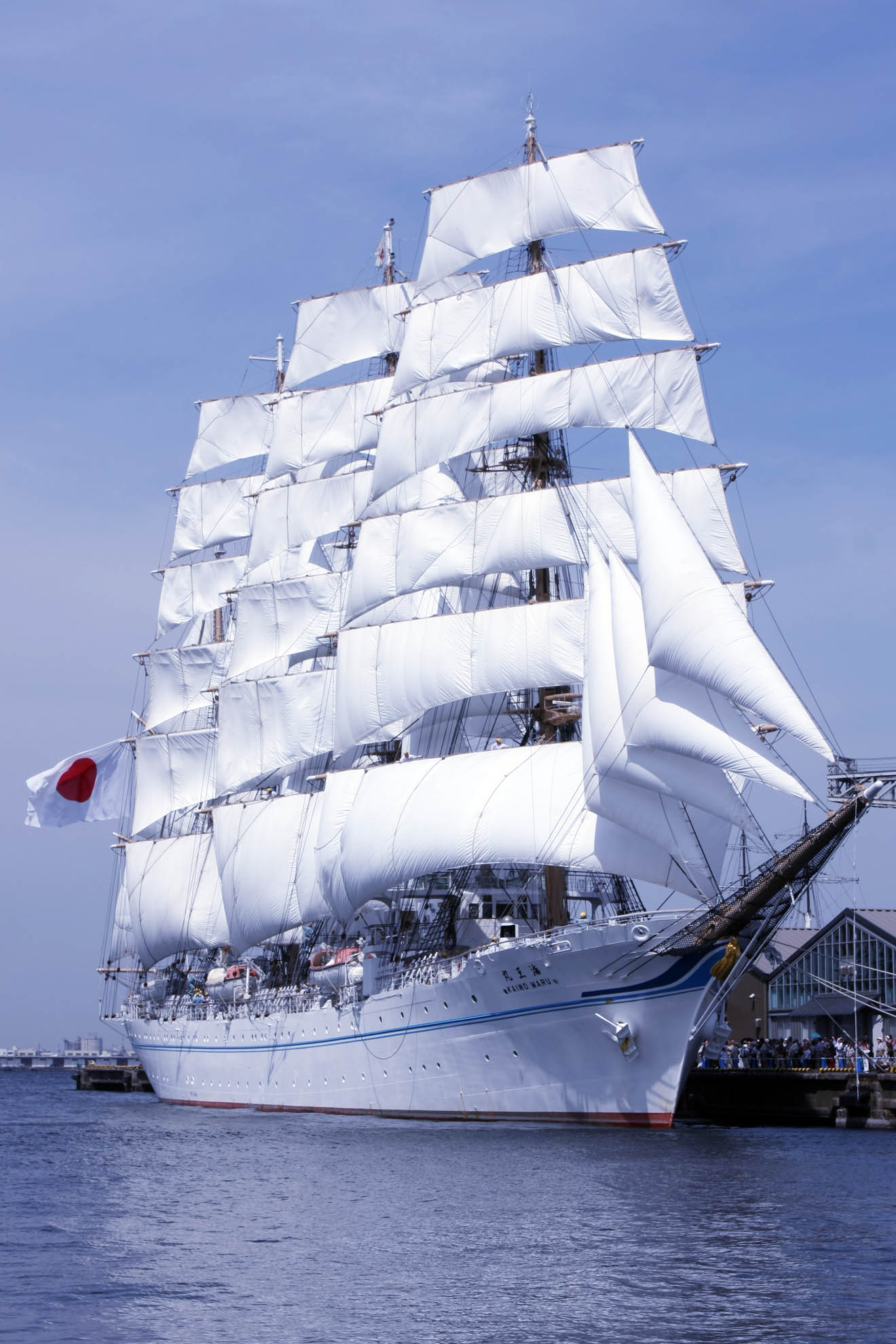
Kaiwo Maru II
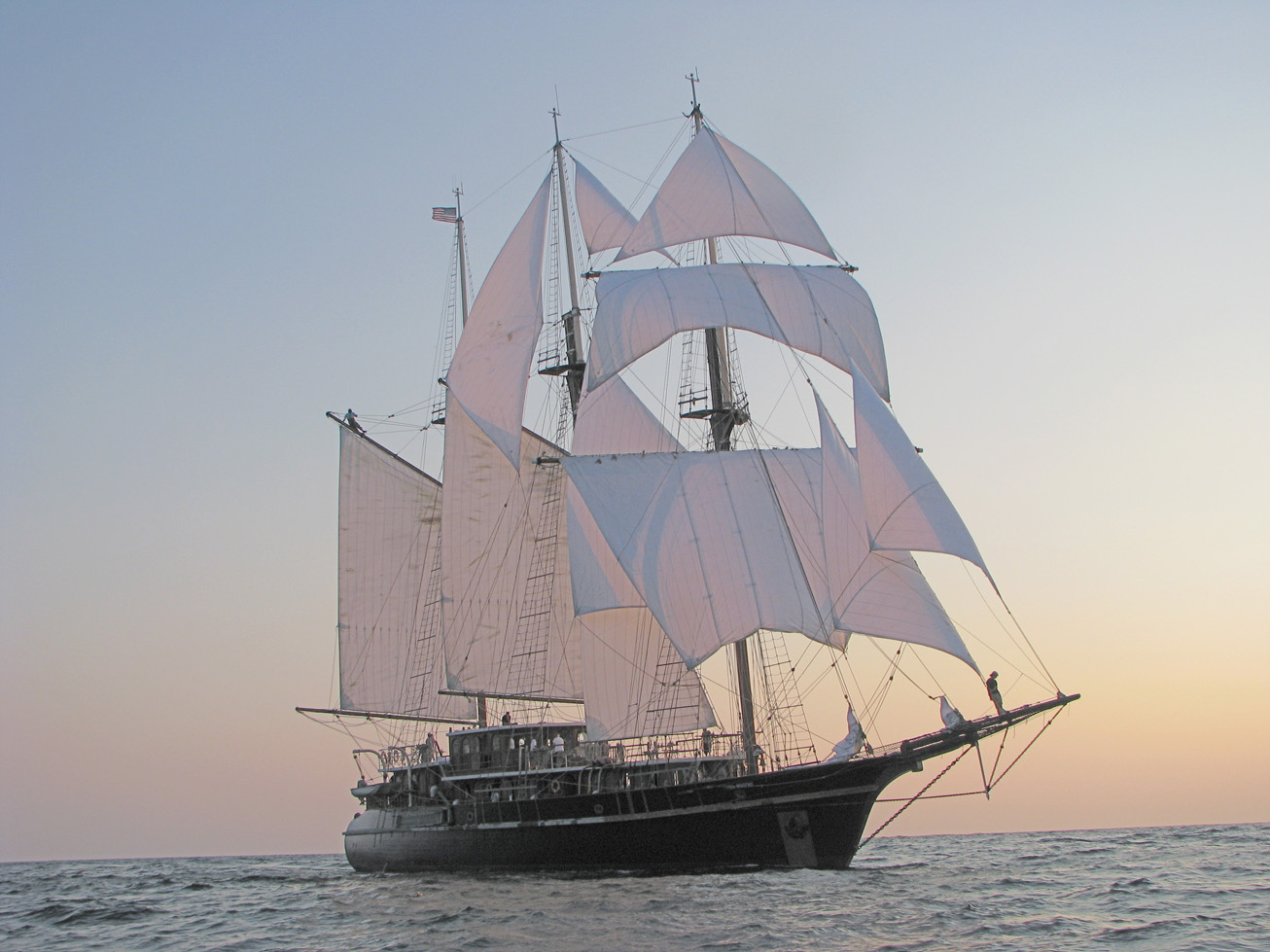
Peacemaker
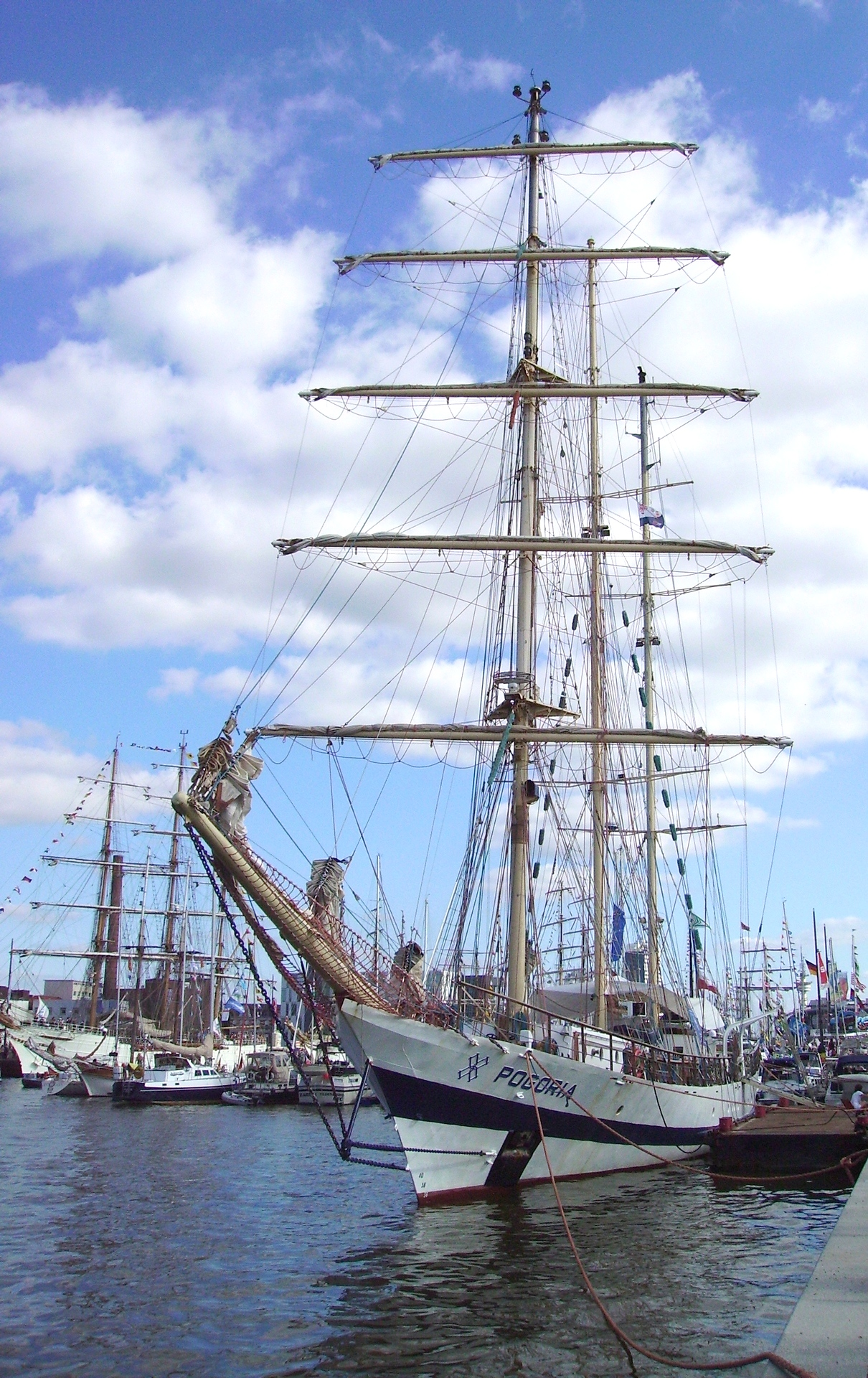
Pogoria
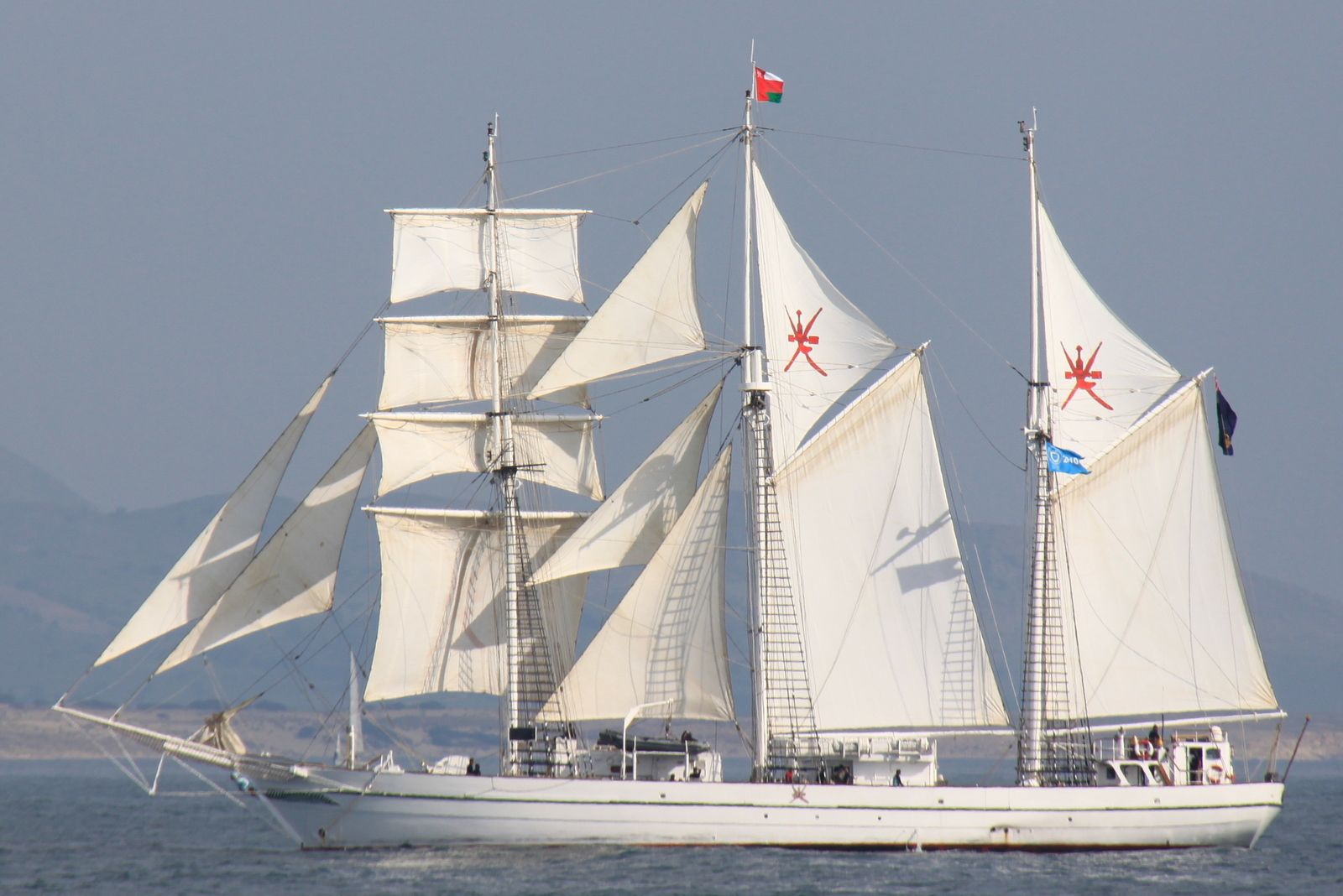
Shabab Oman
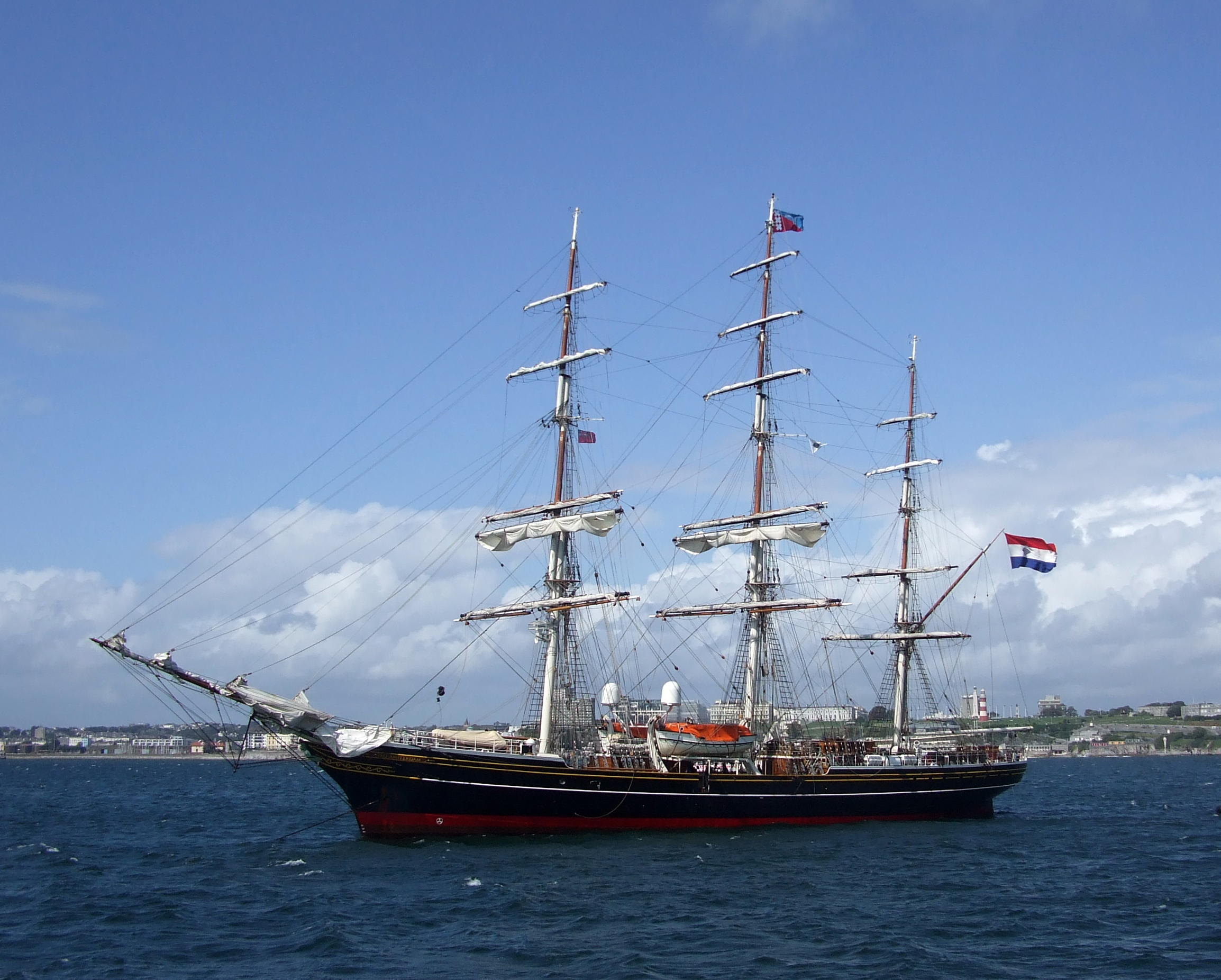
Stad Amsterdam
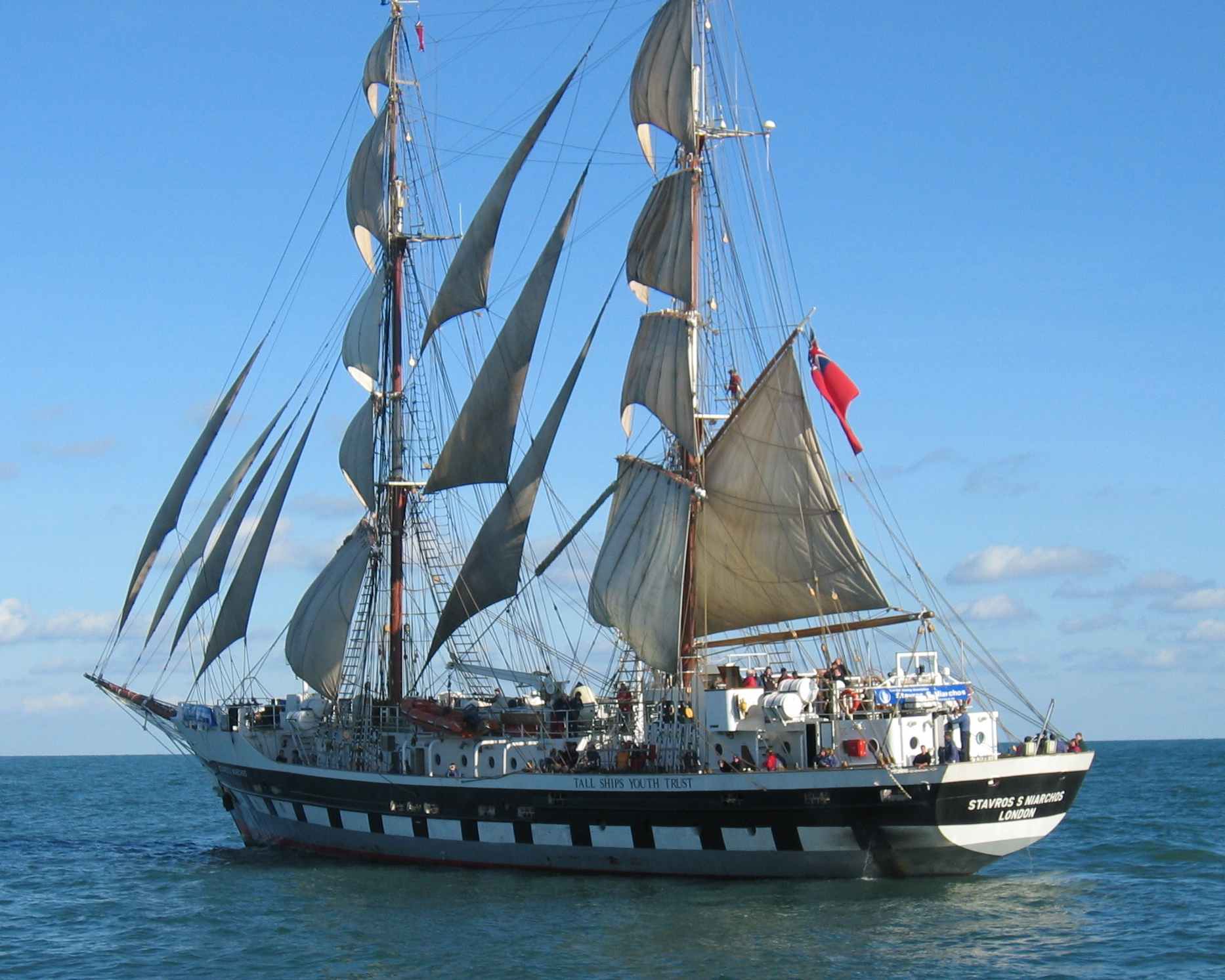
Stavros S Niarchos
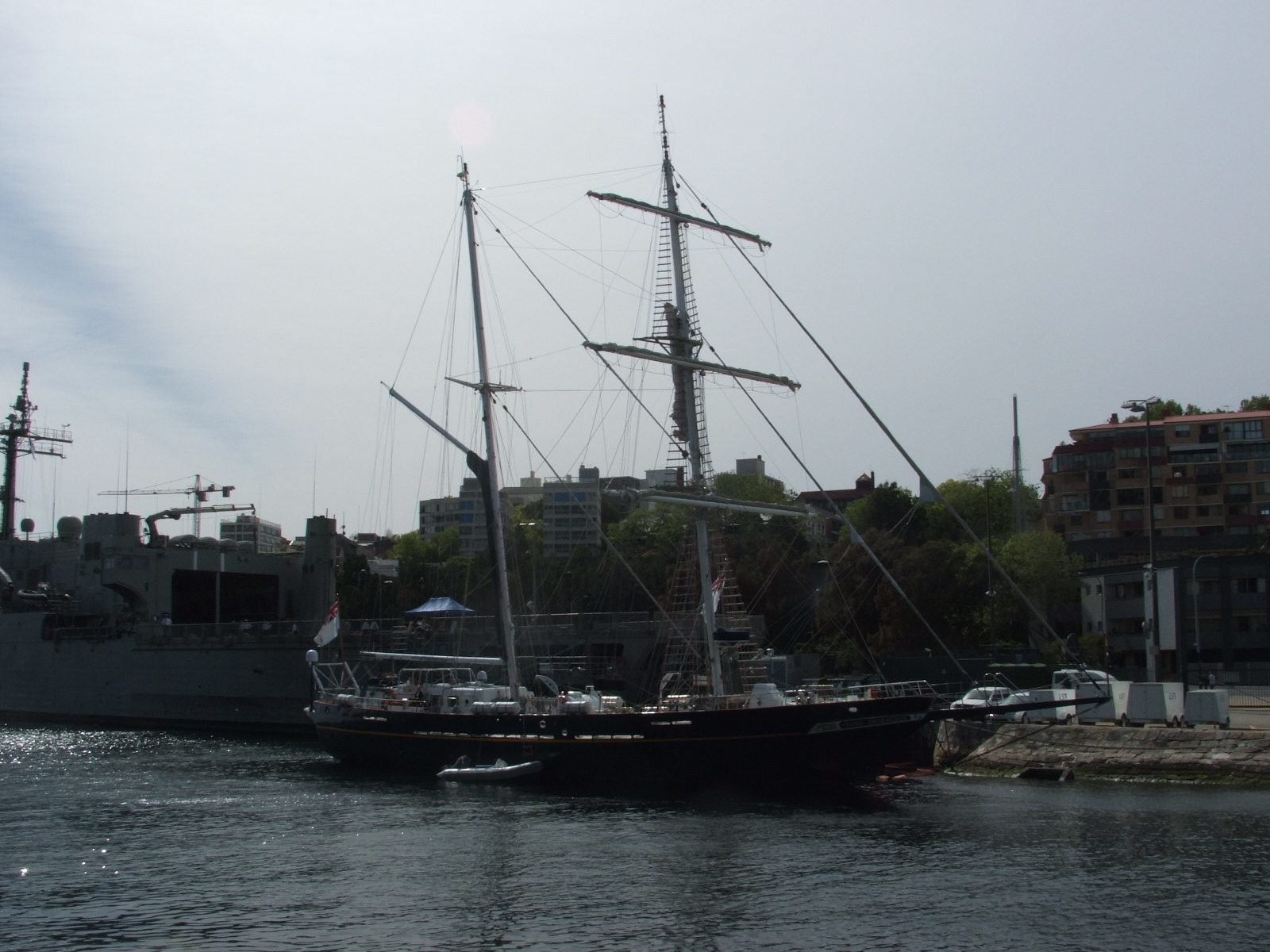
Young Endeavour